# ТЕС Віана
20°22′46″ пд. ш. 40°26′14″ зх. д. / 20.37944° пд. ш. 40.43722° зх. д.
ТЕС Віана – теплова електростанція на сході Бразилії у штаті Еспіриту-Санту. 
У 2009 році на майданчику станції ввели в експлуатацію 20 генераторних установок на основі двигунів внутрішнього згоряння Wärtsilä 20V32 загальною потужністю 175 МВт.  
Як паливо станція споживає нафтопродукти.
Видача продукції відбувається по ЛЕП, розрахованій на роботу під напругою 345 кВ.